# Chris McKivat
Christopher Hobart „Chris” McKivat (ur. 27 listopada 1882 w Burrawang, zm. 4 maja 1941 w Sydney) – australijski rugbysta podczas kariery występujący w obu odmianach tego sportu, jedyny zawodnik pełniący rolę kapitana w obu australijskich reprezentacjach. Olimpijczyk, zdobywca złotego medalu w turnieju rugby union na Letnich Igrzyskach Olimpijskich w 1908 roku w Londynie.

## Młodość
Chris McKivat urodził się w Cumnock jako piąte z dziesiątki dzieci farmera irlandzkiego pochodzenia, Edwarda McKivata, i jego pochodzącej z Tasmanii żony Susan, née Bellette. W wieku dziewięciu lat wraz z rodzicami przeprowadził się do Orange. Tam uczęszczał do prowadzonej przez Patrician Brothers szkoły, gdzie pierwszy raz zetknął się z rugby. Występował w miejscowej drużynie, przewodząc jej w latach 1901–1904, po czym wyjechał do Sydney.

## Kariera sportowa

### Rugby union

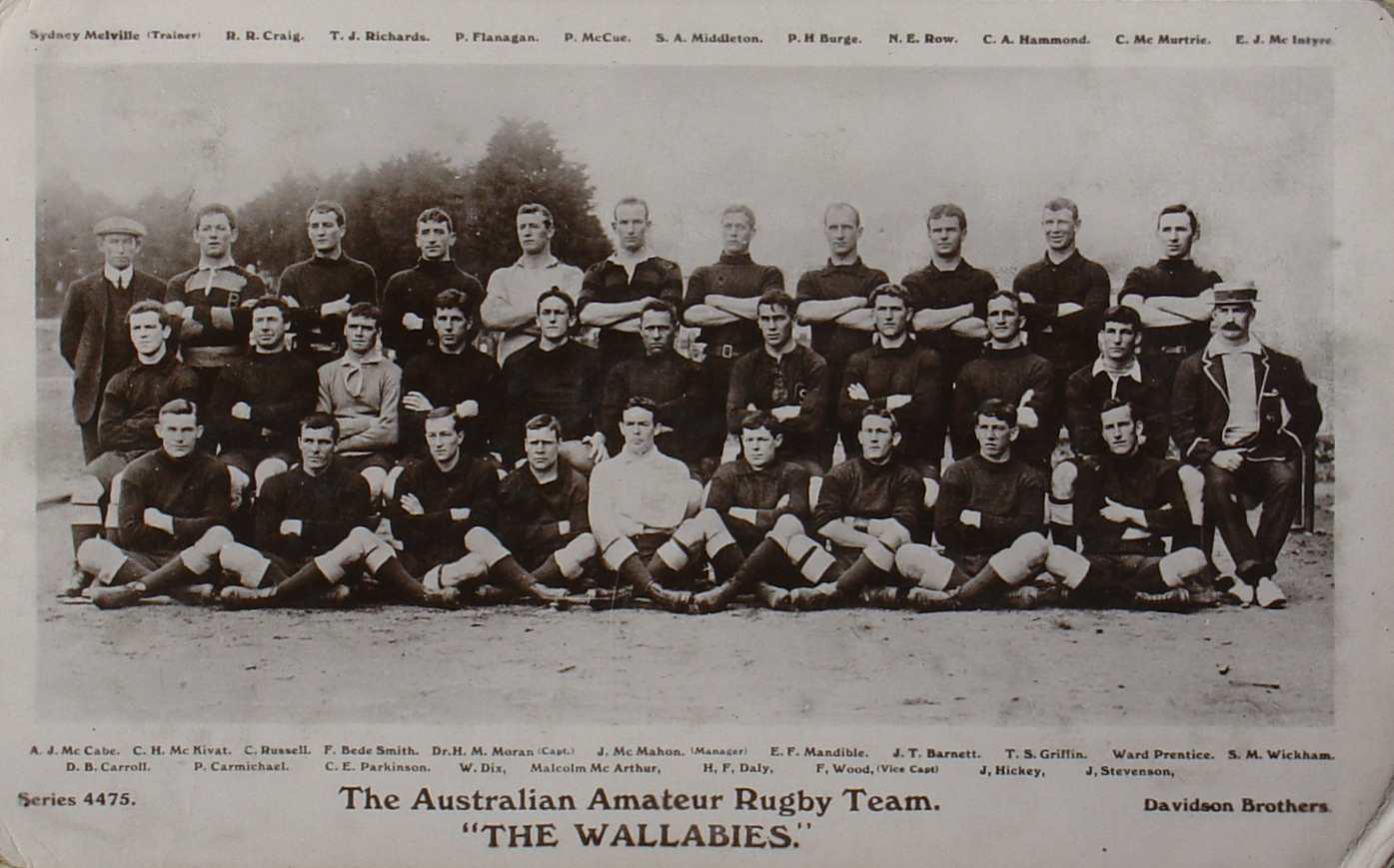
Wallabies z 1908 roku (McKivat drugi z lewej w środkowym rzędzie)

Związany był następnie z klubem Glebe RUFC, zwyciężając z nim w rozgrywkach Sydney – poprzednika Shute Shield – w latach 1906-1907. Był także wybierany do zespołu NSW Country oraz stanowej drużyny Nowej Południowej Walii, w której rozegrał szesnaście spotkań. Wystąpił z nią przeciw Nowozelandczykom w 1907 roku oraz British and Irish Lions podczas ich tournée do Australii i Nowej Zelandii w 1908 roku.
W reprezentacji kraju zadebiutował w 1907 roku w meczu z All Blacks, z tym przeciwnikiem grając również w tym roku po raz drugi. W latach 1908–1909 wziął udział w pierwszym w historii tournée reprezentacji Australii do Europy i Ameryki Północnej. Zagrał jako kapitan w odbywającym się wówczas turnieju rugby union na Letnich Igrzyskach Olimpijskich 1908. W rozegranym 26 października 1908 roku na White City Stadium spotkaniu Australijczycy występujący w barwach Australazji pokonali Brytyjczyków 32–3. Jako że był to jedyny mecz rozegrany podczas tych zawodów. Wystąpił następnie w obu testmeczach przeciwko Walii i Anglii.
Łącznie w reprezentacji Australii w latach 1907–1909 rozegrał cztery spotkania nie zdobywając punktów.

### Rugby league

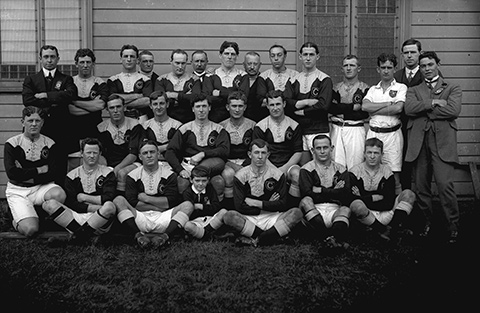
Zespół Glebe w 1911 roku (McKivat z piłką)

Po powrocie z północnej półkuli wraz z trzynastoma innymi zawodnikami porzucił status amatora i związał się z zawodową rugby league. Występował w rozgrywkach New South Wales Rugby League z drużyną Glebe w latach 1910–1914, a w latach 1910–1912 został wybrany do reprezentacji stanu, w której rozegrał pięć spotkań.
Został także reprezentantem Australii w pięciu meczach zdobywając dwanaście punktów. Uczestniczył w roli kapitana w tournée tej drużyny do Wielkiej Brytanii na przełomie lat 1911/12, podczas którego zagrał w 31 z 36 spotkań oraz wygrywając The Ashes.
Uznany za jednego z najlepszych zawodników podczas obchodów stulecia rugby league w Australii i przyjęty do ARL Hall of Fame.

## Dalsze życie
6 lutego 1915 roku poślubił krawcową Adę Glynn. Pracował jako magazynier, pracownik fizyczny oraz kasjer.
Po zakończeniu kariery sportowej trenował zespoły Glebe, Norths, a także Wests, z Norths zdobywając dwa tytuły mistrza ligi w latach 1921–1922.
Zmarł po krótkiej chorobie w Sydney 4 maja 1941 roku, pozostawiając żonę i syna.

## Varia
Uważany był przez współczesnych mu ekspertów obu odmian tego sportu za jednego z najlepszych zawodników w historii.
Jest jedynym zawodnikiem, który pełnił rolę kapitana australijskiej reprezentacji zarówno w rugby union, jak i rugby league.